# Hardcore wrestling
Hardcore wrestling é uma forma de combate no wrestling profissional que é principalmente caracterizada pela não utilização de algumas regras tradicionais que formam uma luta padrão em favorecimento de lutas que permitem o uso de armas, que normalmente, são motivos de desclassificação. As promoções de wrestling, em sua maioria, só utilizam hardcore wrestling como forma de resolver rivalidades, no entanto, existe uma parcela delas que são especializadas neste tipo de luta, ou seja, a utilizam como uma forma de luta padrão em seus shows.
Esse tipo de combate ficou primeiramente famoso no Japão através das promoções Frontier Martial-Arts Wrestling e W*ING. Nos Estados Unidos, ficou famoso através da Extreme Championship Wrestling.
Hardcore wrestling possui um grande contraste em relação ao wrestling técnico/científico tradicional, dando mais prioridade a violência do que a pura habilidade técnica do wrestler em si. Por causa disso, o hardcore é pejorativamente chamado de garbage wrestling. Esse termo é atribuído ao falecido wrestler japonês Giant Baba.

## Regras
A principal regra do hardcore possui vários significados. Por isso, hardcore wrestling é frequentemente separado em "níveis" distintos de acordo com a natureza gráfica da luta:
- No Disqualification (No DQ) Match: Também chamado de "No Holds Barred Match", é uma luta em que não há desclassificações e nem countouts, porém o pinfall ou submissão deve ser realizado dentro do ringue. Esta gimmick match não foca muito na violência, porém invasões de outros wrestlers normalmente ocorrem neste tipo de luta. Alguns fãs de wrestling pensam que existem diferenças entre uma No Disqualification e uma No Holds Barred Match, porém ambas são exatamente o mesmo tipo de luta.
- Street Fight: Teoricamente também uma No DQ Match, porém a principal diferença é a enfatização de que os wrestlers que se enfrentam devem estar vestidos de roupas comuns (camisa, jeans, sapatos) ao invés de suas roupas típicas de wrestling, além de que a violência nesse tipo de luta é mais focada.
- Falls Count Anywhere: nesta luta os pinfalls e as submissões são permitidas fora do ringue. Normalmente vem acompanhada da estipulação da não desclassificação para fazer dela uma luta hardcore, porém assim como a No Disqualification Match, a violência também não é destacada neste tipo de luta.
- Hardcore Match: Luta em que não há desclassificações e pinfalls valem em qualquer lugar, seja dentro ou fora do ringue. A violência é bem mais explícita neste tipo de luta, sendo frequente o uso de tachinhas, arames farpados e mesas com fogo.
- 24/7 Match: tipo de luta em que o campeão tem que defender o cinto a qualquer altura do dia e em qualquer lugar, permitindo que o cinto troque de mãos desde que um árbitro estivesse presente. Este tipo de luta era freqüentemente utilizado como a principal estipulação de defesa do extinto WWE Hardcore Championship a partir da primeira vez que Crash Holly venceu o cinturão. Atualmente, ela é usada na federação japonesa de wrestling cômico DDT, como a principal luta estipulada para defender a sua versão do Hardcore Championship.
- "I Quit" Match: Luta em que não há desclassificações, countouts, pinfalls ou submissões, em que o único método de vencer é forçar o oponente a dizer as palavras "I Quit", que significa "Eu desisto". Essa gimmick match é amplamente considerada uma das mais violentas e brutais da história do wrestling profissional, e é somente usada para encerrar rivalidades, além de envergonhar rivais, uma vez que declarar tais palavras significa admitir inferioridade. Uma variante especial dessa luta é a "No Disqualification Submission Match", em que o wrestler deve forçar seu oponente a pedir submissão, não necessariamente fazendo-o dizer as palavras "I Quit". O maior e único exemplo dessa variante é a lendária luta entre Bret Hart e Steve Austin, que ocorreu no WrestleMania 13.
- Last Man Standing Match: Adaptado do boxe, esta luta hardcore só pode ser vencida por nocaute, ou seja, um wrestler só ganha se ele derrubar seu oponente e este não conseguir se levantar até o árbitro terminar a contagem até dez. No entanto, se ambos os wrestlers estiverem caídos e não responderem a contagem do juíz até dez, é decretado empate. Não existe pinfalls, submissões, countouts e nem desclassificações nesta luta. Também é considerado uma das gimmick matches mais violentas e brutais do pro-wrestling.
- Texas Deathmatch: Semelhante ao Last Man Standing, o Texas Deathmatch só difere no fato de que antes que o juiz inicie a contagem até 10, um pinfall ou submissão deve ocorrer, seja dentro ou fora do ringue. Esta luta possui tal nome devido a ela ser originada no Texas, mais especificamente na cidade de Amarillo, e por ter adquirido infâmia por ser um combate extremamente sangrento e longo, sendo que um dos combates durou mais de cinco horas. O wrestler que ficou mais famoso por ter se envolvido várias vezes nesse tipo de combate foi o seu inventor Dory Funk Sr., pai de Terry Funk e Dory Funk Jr.. Após anos na obscuridade, o Texas Deathmatch voltou à proeminência no wrestling através da Total Nonstop Action Wrestling, particularmente devido a luta entre Chris Harris e James Storm no pay-per-view Sacrifice de 2007.
- First Blood Match: Nesta luta o wrestler que sangrar primeiro perde. Também não há pinfalls, submissões, countouts e nem desclassificações nesta gimmick match. Na Total Nonstop Action Wrestling existe uma variação chamada de "Sadistic Madness", em que o wrestler deve primeiro fazer seu rival sangrar antes de efetuar um pinfall ou submissão. Nesta mesma promoção, há uma outra variante chamada de "Doomsday Chamber of Blood", em que o combate ocorre dentro de uma gaiola com o topo coberto de arame farpado.
- Empty Arena Match: É uma Hardcore Match entre dois ou mais wrestlers numa arena sem fãs. As únicas pessoas presentes são os wrestlers envolvidos, o árbitro, e um câmeraman para registrar o ocorrido. Foi criado em uma promoção de Memphis, e ocorreu pela primeira vez em 1981, e envolveu Jerry Lawler e Terry Funk. A mais famosa Empty Arena Match foi a que ocorreu entre Mankind e The Rock durante o Halftime Heat que foi transmitido durante o intervalo da Super Bowl XXXIII, e valia o cinturão do WWF Championship.
- Strap Match: Luta em que dois wrestlers são conectados pelas pontas de alguma coisa para evitar que um wrestler fuja do outro. Não há desclassificações e countout nesta gimmick match. Normalmente, o modo mais tradicional de vencer essa luta é tocar todos os cantos do ringue sem parar, porém pode haver a estipulação de vitória apenas por pinfall. Devido ao motivo de que o objeto usado para conectar os wrestlers são usados para enforcar, submissões geralmente não são permitidas. A Strap Match pode possuir várias formas, tanto no nome quanto no elemento utilizado para conectar os dois wrestlers, sendo que o nome normalmente remete ao implemento usado e à gimmick de um dos envolvidos ou até mesmo de ambos (por exemplo, na Bullrope Match o objeto de conexão usado é uma corda grossa com um sino usado em vacas no centro dela e o wrestler normalmente envolvido possui a gimmick de cowboy ou é nascido em estado rural). Pela definição natural em que esse tipo de luta é envolvido, pode-se concluir que essa gimmick match normalmente só é utilizada quando um face está rivalizando com um heel com comportamentos tipicamente covardes (destaca-se o ato de atacar e logo após fugir).
- Unsanctioned Match: É uma Hardcore Match em que é estabelecida (por kayfabe) que a empresa dos wrestlers envolvidos nesta luta não se responsabilizará por absolutamente nada pelo que pode ocorrer com o bem-estar deles. Essa estipulação pode ser reconhecida no wrestling mainstream por envolver particularmente o wrestler Shawn Michaels, que se envolveu duas vezes neste tipo de luta (enfrentou Triple H no SummerSlam de 2002 e Chris Jericho no Unforgiven de 2008).
- Hangmen's Horror Match: Luta criada pelo wrestler Raven em que há colares de cachorro amarradas nas cordas do ringue. Para vencer esta luta o wrestler deve amarrar seu oponente nestes colares de modo de que ele não tenha condições de continuar a luta, ou seja, que fique inconsciente. Essa gimmick match é considerada altamente popular pelos fãs.
- Clockwork Orange House of Fun Match: Também conhecida como Raven's House of Fun, esta gimmick match foi criada por Raven durante sua estadia na TNA. Nesta luta uma espécie de parede de correntes é erguida de um lado do ringue com várias correntes ligadas a vários pontos do ringue com armas conectadas a elas. Originalmente o único modo de vencer esta luta era lançar o adversário contra duas mesas, mas depois ela mudou para regras de Falls Count Anywhere. Uma curiosidade envolvendo esta luta hardcore é o fato de a atual TNA Knockout Mickie James ter sido a única wrestler feminina que se envolveu neste tipo de luta não somente uma, mas duas vezes. Durante esse tempo ela ainda usava o ringname Alexis Laree.
- Stretcher Match: Normalmente a regra desta luta é um wrestler colocar o seu adversário em uma maca e empurrá-la até uma linha de chegada pré-estabelecida (freqüentemente ela é localizada na entrada de acesso dos wrestlers ao ringue). Portanto, nesta estipulação não há como obter vitória por pinfall, submissão, ou até mesmo nocauteando o adversário e não há desclassificações ou count-outs. Porém houve uma versão diferente desta luta na federação TNA, em que a única maneira de obter a vitória seria um wrestler colocando o seu adversário na maca e este deveria sair dela e se levantar até o juiz contar até dez, semelhante ao Last Man Standing Match.

## "Kings of Hardcore"
São estes os "Kings of Hardcore", ou seja, os que mais se destacavam nas lutas deste estilo:
- Terry Funk
- Tommy Dreamer
- Shane McMahon
- The Sandman
- Rob Van Dam
- Sabu
- Mick Foley Nota:Foley teve que encerrar a carreira, devido a uma luta no SummerSlam, em Triple Threat Match, contra Triple H e Steve Austin
- Raven Nota:Raven foi por 27 times Hardcore Champion na WWE

## Títulos
Entre os títulos do estilo Hardcore, se destacam os seguintes:
- WWE Hardcore Championship: 1998-2002
  - WWE
- WCW Hardcore Championship: 1999-2000
  - World Championship Wrestling
- OVW Hardcore Championship: 2000-2001
  - Ohio Valley Wrestling

## Promoções Hardcore
São promoções que tem lutas somente no estilo Hardcore:
- Big Japan Pro Wrestling
- Combat Zone Wrestling (CZW)
- NWA: Extreme Canadian Championship Wrestling (ECCW)
- Extreme Championship Wrestling (ECW) — quando ainda era uma promoção independente
- International Wrestling Syndicate
- International Wrestling Association of Japan
- UWA/PWA Hardcore Wrestling
- Xtreme Pro Wrestling (XPW)
- IWA Japan
- IWA Mid South
- House Of Hardcore (HOH)

## Atualmente na WWE
Com a desativação do título WWE Hardcore Championship, a WWE ficou sem nenhum combate neste estilo. Por isso, foram criados outros tipos de lutas: 
- Belfast Brawl, nas lutas no SmackDown. Foi criado por Finlay
- Extreme Rules, nas lutas na ECW. Veio para WWE após a compra da Extreme Championship Wrestling.
- Street Fight, nas lutas do Raw. Luta hardcore tradicional da WWE.